# Xiangjiangita
La xiangjiangita és un mineral de la classe dels fosfats. Va ser descoberta l'any 1978 i rep el seu nom de la localitat on va ser descoberta, al riu Xiang (Xiang Jiang), Província de Hunan, Xina.

## Característiques
La xiangjiangita és un fosfat hidratat d'alumini, ferro i uranil amb fórmula Fe3+(UO₂)₄(PO₄)₂(SO₄)₂(OH)·22H₂O, relacionada amb el grup autunita. Cristal·litza en el sistema tetragonal formant cristalls aplanats, amb contorns quadrangulars o octogonals. També s'hi pot trobar en agregats terrosos o en pols. La seva duresa a l'escala de Mohs oscil·la entre 1 i 2, sent un mineral molt tou.
Segons la classificació de Nickel-Strunz, la xiangjiangita pertany a «08.EB: Uranil fosfats i arsenats, amb ràtio UO₂:RO₄ = 1:1» juntament amb els següents minerals: autunita, heinrichita, kahlerita, novačekita-I, saleeïta, torbernita, uranocircita, uranospinita, zeunerita, metarauchita, rauchita, bassetita, lehnerita, metaautunita, metasaleeita, metauranocircita, metauranospinita, metaheinrichita, metakahlerita, metakirchheimerita, metanovačekita, metatorbernita, metazeunerita, przhevalskita, meta-lodevita, abernathyita, chernikovita, meta-ankoleita, natrouranospinita, trögerita, uramphita, uramarsita, threadgoldita, chistyakovaita, arsenuranospathita, uranospathita, vochtenita, coconinoita, ranunculita, triangulita, furongita i sabugalita.

## Formació i jaciments
És un mineral que es troba a les zones oxidades dels dipòsits d'urani. Sol trobar-se associada a altres minerals com: sabugalita, variscita, pirita i quars.